# Allyn (Washington)
Allyn es un lugar designado por el censo ubicado en el condado de Mason en el estado estadounidense de Washington.

## Geografía
Allyn se encuentra ubicado en las coordenadas 47°23′10″N 122°49′34″O / 47.38611, -122.82611.